# Matomb
Matomb es una comuna camerunesa perteneciente al departamento de Nyong-et-Kéllé de la región del Centro.
En 2005 tiene 11 512 habitantes, de los que 2234 viven en la capital comunal homónima.
Se ubica sobre la carretera N3, unos 50 km al oeste de Yaundé.

## Localidades
Comprende, además de la ciudad de Matomb, las siguientes localidades:
| - Bingongog - Bomtol - Boumbone - Kombeng - Lamal-Pouguè - Lissé - Mambine | - Mandoga - Mandoumba - Manguen - Manyaï - Mawel - Mayebeg - Mayos | - Mbemndjock - Mbeng - Nganda - Ngoung - Nkenglikok - Nkongtock - Pan-Pan |